# Zegar wodny

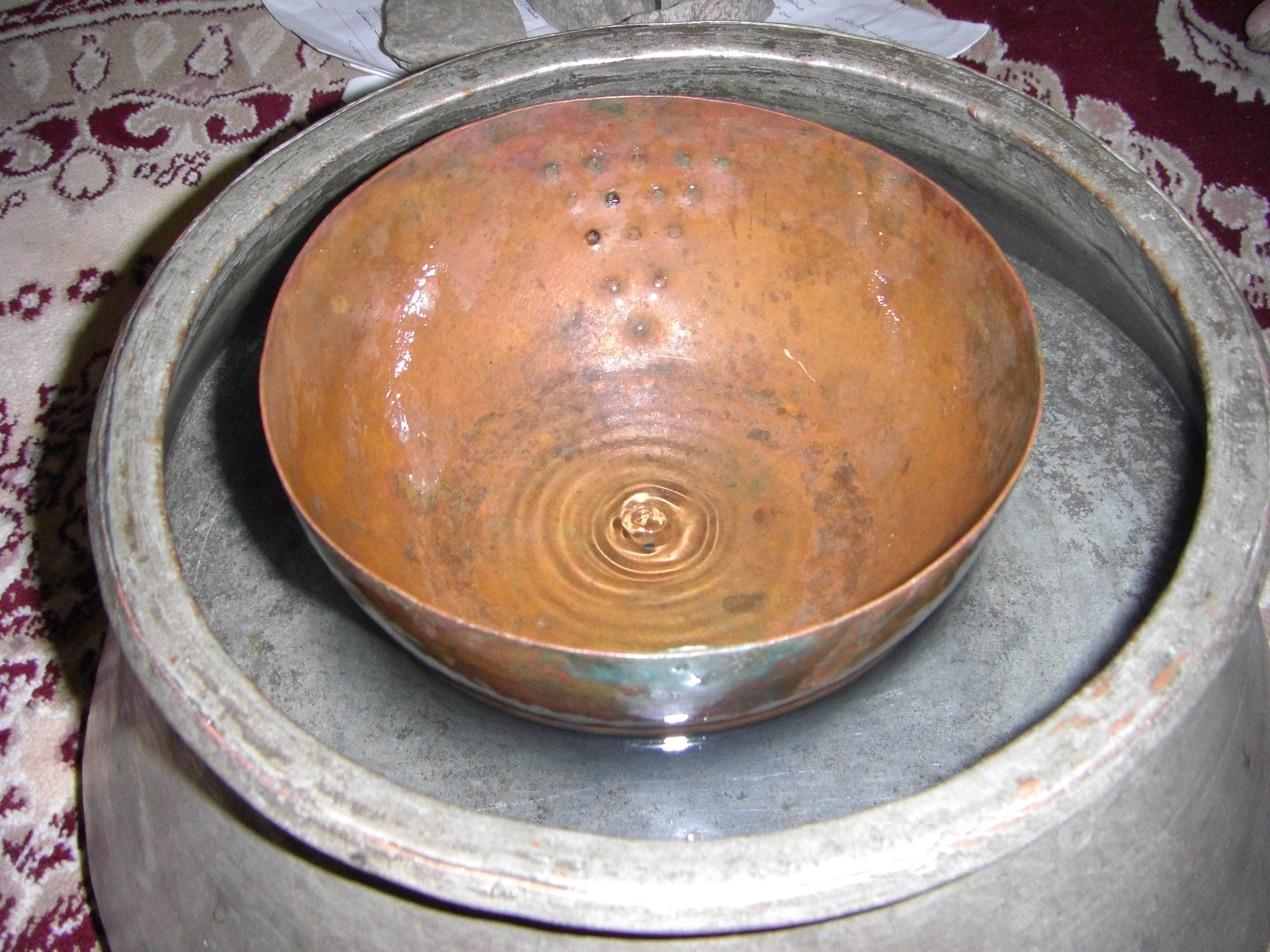
Starożytny perski zegar wodny

Zegar wodny, także klepsydra – urządzenie służące do pomiaru czasu poprzez regularny  przepływ wody zwykle przez niewielki otwór. Czas odmierza poziom wody w naczyniu albo fakt zapełnienia lub opróżnienia naczynia. W urządzeniach mierzących czas odmierza się ilość wody w naczyniu, z którego wypływa lub ilość wody w naczyniu, do którego dopływa.

## Opis
Pierwsze zegary wodne to były najprawdopodobniej dzbany z otworami w dnie, które działały na zasadzie klepsydry. Miarą czasu był okres wypływu wody. Kontrola dokładności wypływu wody w tego typu urządzeniach jest dość trudna (zmienna prędkość wyciekania wody), dlatego ich zastosowanie było ograniczone.

## W starożytnej Grecji i Rzymie

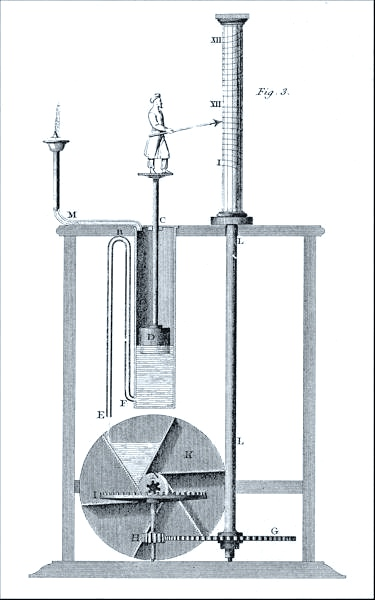
Schemat zegara wodnego wzorowanego na konstrukcji Empedoklesa

W starożytnej Grecji klepsydra była znana już około 500 lat p.n.e. W 422 r. p.n.e. Empedokles z Akragas opisuje klepsydrę, było to naczynie w formie bańki (pipeta) z otworem na górze, takim że można go było zamknąć palcem i niewielkim na dole. Naczynie napełniano wodą przez zanurzenie, wyjmując zatykano palcem górny otwór, co sprawiało, że woda nie wypływała przez dolny otwór. Pomiar rozpoczynano otwierając górny otwór, kończył się po opróżnieniu naczynia. Przyrząd używano do odmierzania czasów przemówień w sądzie, w gospodarstwie domowym.
W starożytnym Rzymie stosowano brązową misę z niewielkim otworem, która pływała w większym naczyniu, a wraz z upływem czasu woda z naczynia wpływała do misy. Zegar służył do mierzenia czasu przemówień w senacie, kiedy misa tonęła w większym naczyniu, kończył się czas na przemówienie. Niektórzy senatorzy, aby zyskać więcej czasu, mieli przekupywać służbę nadzorującą zegar, by zatykali częściowo otwór, spowalniając przepływ wody.
Pomiędzy 270 r. p.n.e. a 500 r. n.e. hellenistyczni oraz rzymscy zegarmistrzowie i astronomowie opracowali bardziej skomplikowane zmechanizowane zegary wodne. Dodatkowa złożoność miała na celu regulację przepływu i dostarczenie bardziej wyrafinowanych obrazów upływu czasu.

### Zegar Ktesibiosa
Jednym z pierwszych i bardziej znanych konstruktorów urządzeń wykorzystujących wodę był Ktesibios (285–228 p.n.e.), niestety jego publikacje nie zachowały się. Skonstruował on zegar wodny poprzez zastosowanie układu trzech naczyń. Woda z pierwszego naczynia spływała szybciej niż z drugiego, nadmiar wody z drugiego naczynia przelewał się, dzięki temu drugie naczynie było cały czas pełne, tworząc samoczynny regulator przepływu wody, co pozwoliło uzyskać stałą prędkość przepływu wody do trzeciego naczynia. W innych konstrukcjach na wodzie w drugim zbiorniku unosił się pływak zamykający dopływ, gdy osiągnęła ona odpowiedni poziom. Woda spływała do trzeciego naczynia, w którym znajdował się pływak, który wznosił się wraz z podnoszącym się poziomem wody. Na pływaku umieszczona była figurka, która wskazywała na obracającym się bębnie czas. Gdy na koniec dnia zbiornik napełnił się, opróżniał się poprzez syfon lub pływający zawór w dnie naczynia (identycznie jak w spłuczkach ubikacji). Starożytni Grecy i Rzymianie dzielili dzień na dwanaście godzin od wschodu do zachodu słońca; ponieważ dni letnie są dłuższe niż zimowe, godziny letnie były dłuższe niż zimowe. Do wskazywania czasu zgodnie z przyjętym systemem służył obracający się bęben z odpowiednio zaznaczonymi liniami do wskazywania godzin. Woda wypływająca z zegara na koniec dnia spadała na koło wodne, które poprzez przekładnie obracało bęben o niewielki kąt, tak że wykonywał on jeden obrót na rok. Zegar Ktesibiosa wyposażony był również w system dźwiękowy i wizualny do sygnalizacji upływu godzin bazujący na układzie m.in. kół zębatych.

## Historia

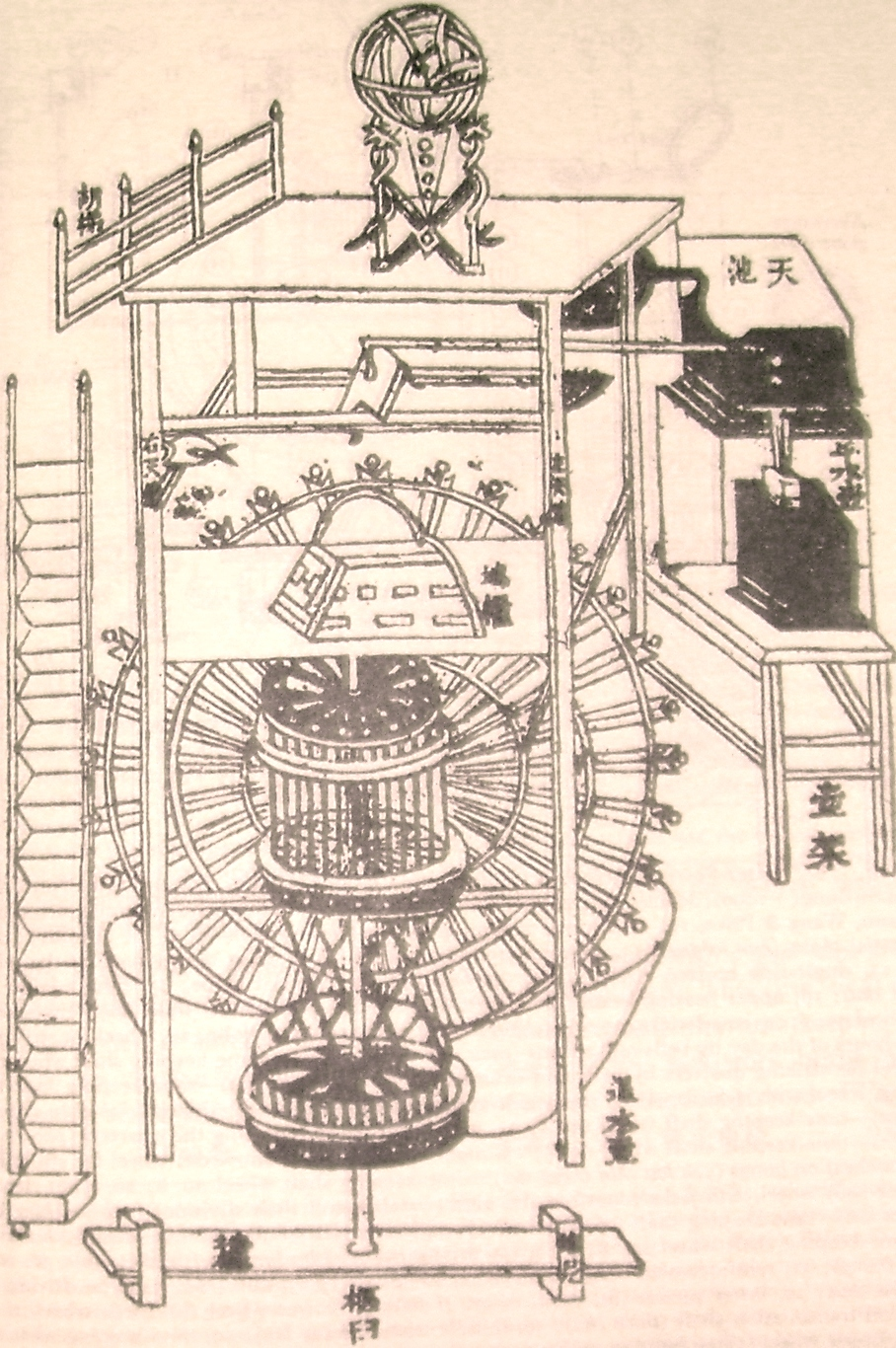
Schemat zegara Su Songa

W starożytności czas mierzono zegarem słonecznym, a także zegarem wodnym, który nie był zależny od pory doby czy pogody. Pierwsze świadectwo stosowania zegara wodnego pochodzi z XVI w. p.n.e. z terenu starożytnego Egiptu. Najstarszy zachowany zegar wodny z ok. 1400 roku p.n.e. znaleziono na terenie Górnego Egiptu.
Zegary wodne konstrukcji Ktesibiosa były popularne na terenie Starożytnej Grecji i Starożytnego Rzymu, a po upadku cesarstwa nadal były używane na Bliskim Wschodzie. Istniały wielkie zegary o rozmiarze fontann, a także zegary przenośne. W 807 roku władca Persji podarował Karolowi Wielkiemu (742/747–814) wyszukany zegar wodny ze srebra.
W ok. VI w. zegary wodne zaczęły powstawać w Chinach, a w VIII w. Liang Lingzan udoskonalił ich konstrukcję, dodając tzw. wychwyt, który pozwolił m.in. na dokładne wyregulowanie prędkości zegara. Jednym z najwspanialszych chińskich zegarów wodnych był zegar Su Songa (1020–1101) w formie 10-metrowej wieży w Kaifengu.